# FIFA Futsal World Cup 2008
La Coppa del Mondo 2008 di calcio a 5 o FIFA Futsal World Cup 2008 è stata la 6ª edizione del campionato mondiale di calcio 5 organizzato dalla FIFA, la cui fase finale si è svolta in Brasile. La manifestazione si è disputata dal 30 settembre al 19 ottobre 2008; la cerimonia di apertura si è svolta a Brasilia mentre le finali sono state disputate a Rio de Janeiro.
L'edizione del 2008 non si discosta dalle precedenti solamente per il nome: la fase finale della manifestazione fu allargata a 20 selezioni, tra le quali due esordienti cioè Isole Salomone e Libia. Fu inoltre l'ultima edizione a prevedere due fasi a gironi e una terza fase limitata esclusivamente alle semifinali e alle finali; dall'edizione successiva la seconda fase a gironi sarà infatti sostituita dall'introduzione di ottavi e quarti di finale a eliminazione diretta. Per la prima volta, una finale del Campionato del mondo di calcio a 5 fu decisa ai tiri di rigore, dopo che la partita si era protratta ai tempi supplementari. Superando l'Italia in semifinale, la Spagna eguaglia il record stabilito dal Brasile, conquistando la sua quarta finale consecutiva alla Coppa del Mondo (dopo quella delle edizioni 1996, 2000 e 2004), con un bilancio di due successi e altrettante sconfitte). I brasiliani rimangono tuttavia in vantaggio nel computo totale, dato che in 6 edizioni fino ad allora disputate, è giunta all'atto conclusivo in 5 occasioni, trionfando per quattro volte.

## Qualificazioni
Il cambio di formula (da 16 formazioni a 20) venne deciso quando erano già partite le procedure per alcune delle fasi di qualificazione, come ad esempio in Europa, ciò determinò a cascata cambi di programma come il ripescaggio delle due migliori seconde classificate tra i 10 gironi europei di qualificazione.
La qualificazione al mondiale ha riservato molte conferme soprattutto tra le squadre di vertice: oltre al Brasile paese ospitante, non hanno avuto difficoltà i campioni del mondo in carica della Spagna e i vicecampioni dell'Italia (eliminando rispettivamente Croazia e Bosnia-Erzegovina), mentre qualche difficoltà in più hanno avuto Ucraina e Repubblica Ceca, entrambe giunte nella precedente edizione ai due gironi per determinare le semifinaliste. La Russia, nemmeno qualificata nell'edizione precedente, vince facilmente la fase di qualificazione.
In Sudamerica il campionato continentale premia le tre nazionali "storiche" ovvero Uruguay (paese organizzatore e finalista), Argentina e Paraguay. L'Uruguay torna al mondiale dopo aver mancato la qualificazione nel 2004. In Asia non falliscono le qualificazioni la nazionale iraniana tra le migliori al mondo, la Thailandia paese ospitante dell'AFC Futsal Championship 2008, il Giappone recordman asiatico di presenze al mondiale (sei) e la Cina che sconfigge sorprendentemente l'Uzbekistan sul podio nelle ultime due edizioni.
Nel girone CONCACAF sorprende la nazionale del Guatemala che vince il proprio raggruppamento e guadagna per la prima volta la qualificazione sul campo (nel 2000 era stata paese ospitante del mondiale), seguita da Cuba e dagli Stati Uniti. In Africa la Libia si qualifica per la prima volta ad una fase finale assieme all'Egitto battuto nell'atto finale di Tripoli per 4-3 dopo due tempi supplementari. In Oceania, dopo l'abbandono dell'Australia alla federazione oceanica, sono le Isole Salomone, dall'età media bassissima (praticamente tutti i ragazzi utilizzati hanno un'età dai 17 ai 22 anni) a guadagnare un'insperata qualificazione al mondiale brasiliano.

## Stadi
| {\| class="wikitable" style="text-align:center;"            |
| Rio de Janeiro BrasiliaFIFA Futsal World Cup 2008 (Brasile) |

|-
! Rio de Janeiro
|-
| Maracanãzinho
|-
| Capienza: 16.600
|-
| 
|-
! Brasilia
|-
| Ginásio Nilson Nelson
|-
| Capienza: 12.600
|-
| 
|}

## Selezioni partecipanti
| Squadra        | Confederazione | Partecipante in quanto                                         | Partecipazioni precedenti al torneo | Ultima presenza    |
| -------------- | -------------- | -------------------------------------------------------------- | ----------------------------------- | ------------------ |
| Argentina      | CONMEBOL       | 3ª classificata della Copa América 2008                        | 5 (1989, 1992, 1996, 2000, 2004)    | Taipei Cinese 2004 |
| Brasile        | CONMEBOL       | Rappresentativa della nazione organizzatrice della fase finale | 5 (1989, 1992, 1996, 2000, 2004)    | Taipei Cinese 2004 |
| Cina           | AFC            | 4ª classificata dell'AFC Futsal Championship 2008              | 2 (1992, 1996)                      | Spagna 1996        |
| Cuba           | CONCACAF       | 2ª classificata del CONCACAF Futsal Championship 2008          | 3 (1996, 2000, 2004)                | Taipei Cinese 2004 |
| Egitto         | CAF            | 2ª classificata del CAF Futsal Championship 2008               | 3 (1996, 2000, 2004)                | Taipei Cinese 2004 |
| Giappone       | AFC            | 3ª classificata dell'AFC Futsal Championship 2008              | 2 (1989, 2004)                      | Taipei Cinese 2004 |
| Guatemala      | CONCACAF       | Vincitore del CONCACAF Futsal Championship 2008                | 1 (2000)                            | Guatemala 2000     |
| Iran           | AFC            | Vincitrice dell'AFC Futsal Championship 2008                   | 4 (1992, 1996, 2000, 2004)          | Taipei Cinese 2004 |
| Isole Salomone | OFC            | Vincitrice dell'OFC Futsal Championship 2008                   | −                                   | Esordiente         |
| Italia         | UEFA           | Vincitrice dello spareggio del torneo di qualificazione        | 4 (1989, 1992, 1996, 2004)          | Taipei Cinese 2004 |
| Libia          | CAF            | Vincitrice del CAF Futsal Championship 2008                    | −                                   | Esordiente         |
| Paraguay       | CONMEBOL       | 4ª classificata della Copa América 2008                        | 3 (1989, 1992, 2004)                | Taipei Cinese 2004 |
| Portogallo     | UEFA           | Vincitrice dello spareggio del torneo di qualificazione        | 2 (2000, 2004)                      | Taipei Cinese 2004 |
| Rep. Ceca      | UEFA           | Vincitrice dello spareggio del torneo di qualificazione        | 1 (2004)                            | Taipei Cinese 2004 |
| Russia         | UEFA           | Vincitrice dello spareggio del torneo di qualificazione        | 3 (1992, 1996, 2000)                | Guatemala 2000     |
| Spagna         | UEFA           | Vincitrice dello spareggio del torneo di qualificazione        | 5 (1989, 1992, 1996, 2000, 2004)    | Taipei Cinese 2004 |
| Stati Uniti    | CONCACAF       | 3ª classificata del CONCACAF Futsal Championship 2008          | 4 (1989, 1992, 1996, 2004)          | Taipei Cinese 2004 |
| Thailandia     | AFC            | 2ª classificata dell'AFC Futsal Championship 2008              | 2 (2000, 2004)                      | Taipei Cinese 2004 |
| Ucraina        | UEFA           | Vincitrice dello spareggio del torneo di qualificazione        | 2 (1996, 2004)                      | Taipei Cinese 2004 |
| Uruguay        | CONMEBOL       | 2ª classificata della Copa América 2008                        | 2 (1996, 2000)                      | Guatemala 2000     |

## Prima fase

### Girone A

#### Classifica
| Squadra        | Pti | G | V | N | P | GF | GS | Diff |
| -------------- | --- | - | - | - | - | -- | -- | ---- |
| Brasile        | 12  | 4 | 4 | 0 | 0 | 49 | 1  | +48  |
| Russia         | 9   | 4 | 3 | 0 | 1 | 50 | 15 | +35  |
| Giappone       | 6   | 4 | 2 | 0 | 2 | 13 | 24 | -11  |
| Cuba           | 3   | 4 | 1 | 0 | 3 | 16 | 25 | -9   |
| Isole Salomone | 0   | 4 | 0 | 0 | 4 | 6  | 69 | -63  |

#### Risultati
| Arbitri: | Massimo Cumbo Károly Török Roberto Gracia |
| Crono:   | António Cardoso                           |

| |           |           |
| Lenísio 3’, 36’ Marquinho 4’ Falcão 11’ (rig.), 32’ Wilde 23’ Ari 25’, 28’ Schumacher 27’, 35’ Betão 29’ Ciço 32’ | Marcatori | 15’ Osodo |

| Arbitri: | Néstor Valiente Franklin Loor Kim Jang-Kwan |
| Crono:   | Scott Kidson                                |

|                                                                                         |           |                |
| Olivera 3’, 10’ Madrigal 6’ Sanamé 10’ Morales 16’, 27’, 27’, 30’ Martínez 27’ Mesa 40’ | Marcatori | 1’, 40’ Ragomo |

| Arbitri: | Jason Krnac Tawfik Al Dawi Edi Šunjić |
| Crono:   | Karel Henych                          |

|  |           | |
|  | Marcatori | 5’, 23’, 35’, 37’ Lenísio 6’, 19’ Wilde 8’ Vinícius 9’, 19’, 22’, 33’, 40’, 40’ Falcão 14’, 17’, 30’ Schumacher 25’, 28’, 28’ Betão 34’ Gabriel 35’ Carlinhos |

| Arbitri: | Álvaro Sacarelo Octalivar Carrero Alireza Sohrabi |
| Crono:   | Badrul Kalam                                      |

| |           |                                             |
| Mesa 4’ (aut.) Šajachmetov 7’, 35’ Maevskij 7’ Prudnikov 8’ Cirilo 9’, 32’ Chamadiev 29’ Pula 37’, 40’ | Marcatori | 15’ Madrigal 17’, 35’, 38’ Mesa 36’ Morales |

| Arbitri: | Octalivar Carrero Álvaro Sacarelo Badrul Kalam |
| Crono:   | Alireza Sohrabi                                |

|                                                                                     |           |  |
| Schumacher 3’ Prudnikov 8’ (aut.) Lenísio 14’, 22’ Ciço 16’ Falcão 29’ Vinícius 32’ | Marcatori |  |

| Arbitri: | Roberto Gracia António Cardoso Jason Krnac |
| Crono:   | Tawfik Al Dawi                             |

|                                                                       |           |                            |
| Kanayama 7’ Kogure 10’ Komiyama 12’ Fuji 23’ Osodo 28’, 39’ Inada 32’ | Marcatori | 18’ (aut.) Maeda 19’ Ginio |

| Arbitri: | Tawfik Al Dawi Jason Krnac Massimo Cumbo |
| Crono:   | Károly Török                             |

|                                       |           |                  |
| Osodo 24’ Inaba 26’, 34’ Kanayama 32’ | Marcatori | 16’ Y. Rodríguez |

| Arbitri: | Alireza Sohrabi Badrul Kalam Roberto Gracia |
| Crono:   | António Cardoso                             |

| |           |                          |
| Chamadiev 2’, 3’, 15’, 31’, 35’ Šajachmetov 2’, 3’, 22’, 36’ Cirilo 4’, 5’, 11’, 11’, 12’, 33’ Pula 4’, 6’, 11’, 17’, 17’, 19’, 25’, 26’, 28’ Maevskij 6’, 14’ Agapov 8’ Prudnikov 15’, 35’ Pereverzev 37’ Azizov 40’ | Marcatori | 23’ Wetney 28’ Lea'alafa |

| Arbitri: | Karel Henych Edi Šunjić Tawfik Al Dawi |
| Crono:   | Jason Krnac                            |

|                                                                                            |           |  |
| Schumacher 4’ Wilde 8’, 17’ Falcão 13’ (rig.), 24’ Lenísio 20’ Vinícius 21’ Betão 27’, 35’ | Marcatori |  |

| Arbitri: | Fabián López Héctor Rojas Said Abd Kadara |
| Crono:   | Li Zhizhong                               |

|                                                                                           |           |              |
| Prudnikov 4’, 29’ Chamadiev 8’, 10’, 21’ Agapov 22’ Pula 23’ Maevskij 23’ Šajachmetov 38’ | Marcatori | 26’ Kanayama |

### Girone B

#### Classifica
| Squadra     | Pti | G | V | N | P | GF | GS | Diff |
| ----------- | --- | - | - | - | - | -- | -- | ---- |
| Paraguay    | 9   | 4 | 3 | 0 | 1 | 19 | 5  | +14  |
| Italia      | 9   | 4 | 3 | 0 | 1 | 12 | 6  | +6   |
| Portogallo  | 9   | 4 | 3 | 0 | 1 | 15 | 8  | +7   |
| Thailandia  | 3   | 4 | 1 | 0 | 3 | 7  | 15 | -8   |
| Stati Uniti | 0   | 4 | 0 | 0 | 4 | 5  | 24 | -19  |

#### Risultati
| Arbitri: | Asselam Khan Said Abd Kadara Sergio Ghibaudi |
| Crono:   | Fabián López                                 |

|                  |           |  |
| Grana 15’ (rig.) | Marcatori |  |

| Arbitri: | Oleh Ivanov Ivan Šabanov Li Zhizhong |
| Crono:   | Kazuya Isokawa                       |

|                                                                      |           |  |
| Santander 7’ Alcaraz 17’ Fernández 20’ Chilavert 23’ R. Villalba 39’ | Marcatori |  |

| Arbitri: | Carlos del Cid Antonio Álvarez Elix Peralta |
| Crono:   | Héctor Mesén                                |

|                           |           |                            |
| Costa 2’ Pereira 22’, 38’ | Marcatori | 8’ Rotella 28’ R. Villalba |

| Arbitri: | Tales Goulart Héctor Rojas Amitesh Behari |
| Crono:   | Nurdin Bukuev                             |

|              |           |                                                               |
| Rosenband 5’ | Marcatori | 8’ Foglia 11’ Zanetti 32’ Nora 36’ Grana 37’ Bertoni 40’ Saad |

| Arbitri: | Héctor Rojas Tales Goulart Oleh Ivanov |
| Crono:   | Ivan Šabanov                           |

|                                                                           |           |                                 |
| Suratsawang 14’ Innui 16’ Issarasuwipakorn 29’ Janta 30’ Khumthinkaew 39’ | Marcatori | 20’ Apple 22’ Cabral 40’ Morris |

| Arbitri: | Sergio Ghibaudi Fabián López Asselam Khan |
| Crono:   | Said Abd Kadara                           |

|                         |           |                |
| Grana 16’, 34’ Saad 37’ | Marcatori | 39’ Ricardinho |

| Arbitri: | Li Zhizhong Kazuya Isokawa Héctor Mesén |
| Crono:   | Elix Peralta                            |

|                                                                              |           |              |
| Leitão 2’, 3’, 28’ G. Alves 21’ Pereira 24’ Jardel 28’ Bibi 30’ Cardinal 37’ | Marcatori | 36’ Naumoski |

| Arbitri: | Asselam Khan Said Abd Kadara Nurdin Bukuev |
| Crono:   | Amitesh Behari                             |

|  |           |                                                                       |
|  | Marcatori | 6’, 13’, 13’, 25’ R. Villalba 28’ Jara 32’ W. Villalba 37’, 39’ Román |

| Arbitri: | Antonio Álvarez Carlos del Cid Oleh Ivanov |
| Crono:   | Tales Goulart                              |

|                                 |           |                                              |
| Zanetti 7’ Santander 17’ (aut.) | Marcatori | 16’, 38’ Rotella 22’ Alcaraz 33’ R. Villalba |

| Arbitri: | Badrul Kalam Roberto Gracia Álvaro Sacarelo |
| Crono:   | Octalivar Carrero                           |

|                                      |           |                           |
| Pereira 3’ I. Alves 27’ Cardinal 40’ | Marcatori | 20’ Suratsawang 38’ Janta |

### Girone C

#### Classifica
| Squadra   | Pti | G | V | N | P | GF | GS | Diff |
| --------- | --- | - | - | - | - | -- | -- | ---- |
| Ucraina   | 10  | 4 | 3 | 1 | 0 | 17 | 7  | +10  |
| Argentina | 10  | 4 | 3 | 1 | 0 | 13 | 5  | +8   |
| Guatemala | 6   | 4 | 2 | 0 | 2 | 14 | 9  | +5   |
| Egitto    | 3   | 4 | 1 | 0 | 3 | 9  | 12 | -3   |
| Cina      | 0   | 4 | 0 | 0 | 4 | 5  | 25 | -20  |

#### Risultati
| Arbitri: | Scott Kidson Kim Jang-Kwan Octalivar Carrero |
| Crono:   | Álvaro Sacarelo                              |

|             |           |  |
| Acevedo 40’ | Marcatori |  |

| Arbitri: | António Cardoso Roberto Gracia Tawfik Al Dawi |
| Crono:   | Jason Krnac                                   |

|                                          |           |  |
| Giménez 6’, 9’, 17’ Amas 30’ Corazza 40’ | Marcatori |  |

| Arbitri: | Karel Henych Edi Šunjić Károly Török |
| Crono:   | Massimo Cumbo                        |

|                          |           |                                           |
| El Agouz 19’ Samasry 22’ | Marcatori | 17’ Giménez 22’, 40’ Giustozzi 32’ Lucuix |

| Arbitri: | Badrul Kalam Alireza Sohrabi Franklin Loor |
| Crono:   | Néstor Valiente                            |

|                                                                      |           |                         |
| Zamjatin 13’ Čepornjuk 24’ Rohačov 26’, 29’ Romanov 36’ Lehčanov 40’ | Marcatori | 22’ de León 35’ Acevedo |

| Arbitri: | Károly Török Massimo Cumbo Karel Henych |
| Crono:   | Edi Šunjić                              |

|                     |           |                                                                   |
| Zhang Xi 25’ Hu 40’ | Marcatori | 10’ Saleh 18’ Mizo 19’ El Komsan 22’, 24’ El Agouz 27’ Abou Serie |

| Arbitri: | Kim Jang-Kwan Scott Kidson Néstor Valiente |
| Crono:   | Franklin Loor                              |

|                          |           |                          |
| Planas 32’ Giustozzi 40’ | Marcatori | 38’ Ivanov 39’ Čepornjuk |

| Arbitri: | Edi Šunjić Karel Henych Álvaro Sacarelo |
| Crono:   | Octalivar Carrero                       |

|         |           |                                                                                         |
| Liu 32’ | Marcatori | 2’ Acevedo 4’, 19’ Tejada 10’, 37’ R. González 11’ Castro 11’, 17’, 38’ Estrada 34’ Noj |

| Arbitri: | Franklin Loor Néstor Valiente Scott Kidson |
| Crono:   | Kim Jang-Kwan                              |

|                                                                    |           |          |
| Saleh 8’ (aut.) Lehčanov 19’ Ivanov 22’ Čepornjuk 32’ Zamjatin 37’ | Marcatori | 30’ Mizo |

| Arbitri: | Massimo Cumbo Károly Török Alireza Sohrabi |
| Crono:   | Kim Jang-Kwan                              |

|                       |           |               |
| Lucuix 2’ Wilhelm 29’ | Marcatori | 39’ Aristondo |

| Arbitri: | Asselam Khan Amitesh Behari Kazuya Isokawa |
| Crono:   | Nurdin Bukuev                              |

|                                             |           |                  |
| Zamjatin 20’, 33’ Makajev 36’ Hu 37’ (aut.) | Marcatori | 19’ Hu 39’ Zheng |

### Girone D

#### Classifica
| Squadra   | Pti | G | V | N | P | GF | GS | Diff |
| --------- | --- | - | - | - | - | -- | -- | ---- |
| Spagna    | 10  | 4 | 3 | 1 | 0 | 13 | 3  | +10  |
| Iran      | 10  | 4 | 3 | 1 | 0 | 14 | 9  | +5   |
| Rep. Ceca | 6   | 4 | 2 | 0 | 2 | 10 | 10 | 0    |
| Uruguay   | 1   | 4 | 0 | 1 | 3 | 6  | 14 | -8   |
| Libia     | 1   | 4 | 0 | 1 | 3 | 7  | 14 | -7   |

#### Risultati
| Arbitri: | Fabián López Sergio Ghibaudi Héctor Rojas |
| Crono:   | Tales Goulart                             |

|                            |           |                                        |
| Torrás 22’, 36’ Blanco 30’ | Marcatori | 4’ Taheri 12’ Shamsaee 12’ Hassanzadeh |

| Arbitri: | Kazuya Isokawa Li Zhizhong Ivan Šabanov |
| Crono:   | Oleh Ivanov                             |

|                                     |           |                                      |
| Custódio 2’ Laurino 22’ Garrido 31’ | Marcatori | 28’ El-Hoti 37’ Shahout 40’ Al Khoga |

| Arbitri: | Nurdin Bukuev Amitesh Behari Antonio Álvarez |
| Crono:   | Carlos del Cid                               |

|  |           |                                          |
|  | Marcatori | 3’ Ja. Rodríguez 16’ Aparicio 30’ Daniel |

| Arbitri: | Héctor Mesén Elix Peralta Said Abd Kadara |
| Crono:   | Asselam Khan                              |

|                                              |           |               |
| R. Mareš 8’ Sluka 25’ Sláma 29’ Filinger 40’ | Marcatori | 17’ S. Castro |

| Arbitri: | Ivan Šabanov Oleh Ivanov Kazuya Isokawa |
| Crono:   | Li Zhizhong                             |

|                                              |           |  |
| Ja. Rodríguez 1’ Marcelo 21’, 23’ Daniel 22’ | Marcatori |  |

| Arbitri: | Elix Peralta Héctor Mesén Carlos del Cid |
| Crono:   | Antonio Álvarez                          |

|                                           |           |                               |
| Taheri 5’ Hashemzadeh 7’, 17’ Tayyebi 32’ | Marcatori | 19’ El-Hoti 25’ (rig.) Rahoma |

| Arbitri: | Tales Goulart Nurdin Bukuev Sergio Ghibaudi |
| Crono:   | Fabián López                                |

|                                                     |           |                           |
| M. Mareš 7’ (rig.) Kopecký 15’ Dlouhý 26’ Sluka 39’ | Marcatori | 18’ Y. Mohamed 24’ Rahoma |

| Arbitri: | Antonio Álvarez Carlos del Cid Amitesh Behari |
| Crono:   | Héctor Rojas                                  |

|                                                   |           |                                        |
| Taheri 3’ Tayyebi 9’ Shamsaee 21’ Hashemzadeh 28’ | Marcatori | 15’ (rig.) Hernández 38’ Jo. Rodríguez |

| Arbitri: | Héctor Mesén Elix Peralta Ivan Šabanov |
| Crono:   | Sergio Ghibaudi                        |

|                                      |           |  |
| Ja. Rodríguez 19’ Fernandão 21’, 22’ | Marcatori |  |

| Arbitri: | António Cardoso Scott Kidson Néstor Valiente |
| Crono:   | Franklin Loor                                |

|                         |           |                                   |
| Janovský 28’ Dlouhý 32’ | Marcatori | 17’, 40’ Hassanzadeh 31’ Shamsaee |

## Seconda fase

### Gruppo E

#### Classifica
| Squadra | Pti | G | V | N | P | GF | GS | Diff |
| ------- | --- | - | - | - | - | -- | -- | ---- |
| Brasile | 9   | 3 | 3 | 0 | 0 | 9  | 3  | +6   |
| Italia  | 4   | 3 | 1 | 1 | 1 | 9  | 8  | +1   |
| Iran    | 4   | 3 | 1 | 1 | 1 | 10 | 10 | 0    |
| Ucraina | 0   | 3 | 0 | 0 | 3 | 7  | 14 | -7   |

#### Risultati
| Arbitri: | Ivan Šabanov Roberto Gracia António Cardoso |
| Crono:   | Elix Peralta                                |

|               |           |  |
| Schumacher 3’ | Marcatori |  |

| Arbitri: | Héctor Rojas Néstor Valiente Sergio Ghibaudi |
| Crono:   | Fabián López                                 |

|  |           |                              |
|  | Marcatori | 27’, 34’ Nora 32’, 40’ Forte |

| Arbitri: | Antonio Álvarez Elix Peralta Ivan Šabanov |
| Crono:   | Néstor Valiente                           |

|  |           |                                    |
|  | Marcatori | 12’ Schumacher 14’ Lenísio 30’ Ari |

| Arbitri: | Asselam Khan Sergio Ghibaudi Fabián López |
| Crono:   | António Cardoso                           |

|                                          |           |                                                                    |
| Makajev 6’, 37’ Čepornjuk 9’ Chursov 16’ | Marcatori | 10’ (rig.), 13’ (rig.) Shamsaee 11’ (aut.) Pylypiv 15’, 20’ Taheri |

| Arbitri: | Néstor Valiente Roberto Gracia Ivan Šabanov |
| Crono:   | António Cardoso                             |

|                                               |           |                              |
| Falcão 9’, 16’, 20’ Lenísio 18’ Marquinho 22’ | Marcatori | 2’ Zamjatin 17’, 40’ Romanov |

| Arbitri: | Scott Kidson Károly Török Badrul Kalam |
| Crono:   | Jason Krnac                            |

|                                                                |           |                                               |
| Daneshvar 11’, 36’ Masoudi 13’ Hashemzadeh 27’ Hassanzadeh 29’ | Marcatori | 2’, 9’ Grana 14’ Nora 31’ Fabiano 40’ Bertoni |

### Gruppo F

#### Classifica
| Squadra   | Pti | G | V | N | P | GF | GS | Diff |
| --------- | --- | - | - | - | - | -- | -- | ---- |
| Spagna    | 9   | 3 | 3 | 0 | 0 | 11 | 4  | +7   |
| Russia    | 4   | 3 | 1 | 1 | 1 | 9  | 11 | -2   |
| Argentina | 2   | 3 | 0 | 2 | 1 | 6  | 7  | -1   |
| Paraguay  | 1   | 3 | 0 | 1 | 2 | 8  | 12 | -4   |

#### Risultati
| Arbitri: | Franklin Loor Tales Goulart Héctor Mesén |
| Crono:   | Jason Krnac                              |

|                                 |           |                                        |
| Alcaraz 2’, 39’ R. Villalba 13’ | Marcatori | 17’ Corazza 34’ E. González 35’ Lucuix |

| Arbitri: | Massimo Cumbo Károly Török Scott Kidson |
| Crono:   | Badrul Kalam                            |

|                                                                       |           |                            |
| Aparicio 13’ Torrás 31’ Daniel 33’ (rig.) Ja. Rodríguez 39’ Amado 40’ | Marcatori | 18’ Prudnikov 27’ Maevskij |

| Arbitri: | Scott Kidson Badrul Kalam Nurdin Bukuev |
| Crono:   | Károly Török                            |

|                         |           |             |
| Fernandão 15’ Ortiz 24’ | Marcatori | 20’ Garcias |

| Arbitri: | Jason Krnac Héctor Mesén Tawfik Al Dawi |
| Crono:   | Franklin Loor                           |

|                                               |           |                                          |
| Pula 8’, 32’ (rig.), 35’ Šajachmetov 19’, 40’ | Marcatori | 20’ (rig.) Rotella 23’, 32’, 39’ Alcaraz |

| Arbitri: | Antonio Álvarez Asselam Khan Elix Peralta |
| Crono:   | Fabián López                              |

|                         |           |                            |
| Amas 5’ E. González 36’ | Marcatori | 17’ Duškevič 32’ Prudnikov |

| Arbitri: | Franklin Loor Massimo Cumbo Nurdin Bukuev |
| Crono:   | Tawfik Al Dawi                            |

|                    |           |                                     |
| Alcaraz 34’ (rig.) | Marcatori | 4’ Aparicio 22’, 37’, 38’ Fernandão |

## Fase a eliminazione diretta

### Tabellone
|  | Semifinali   | Semifinali   | Semifinali |        |               | Finale          | Finale          | Finale          |  |
|  |              |              |            |        |               |                 |                 |                 |  |
|  | Russia       | Russia       | 2          |        |               |                 |                 |                 |  |
|  | Russia       | Russia       | 2          |        |               |                 |                 |                 |  |
|  | Brasile      | Brasile      | 4          |        |               |                 |                 |                 |  |
|  | Brasile      | Brasile      | 4          |        | Brasile (dtr) | Brasile (dtr)   | 2 (4)           |                 |  |
|  |              |              |            |        | Brasile (dtr) | Brasile (dtr)   | 2 (4)           |                 |  |
|  |              |              | Spagna     | Spagna | 2 (3)         |                 |                 |                 |  |
|  | Spagna (dts) | Spagna (dts) | Spagna     | Spagna | 2 (3)         | 3               |                 |                 |  |
|  | Spagna (dts) | Spagna (dts) |            |        |               | 3               |                 |                 |  |
|  | Italia       | Italia       | 2          |        |               | Finale 3º posto | Finale 3º posto | Finale 3º posto |  |
|  | Italia       | Italia       | 2          |        |               |                 |                 |                 |  |
|  |              |              |            |        |               |                 |                 |                 |  |
|  |              |              |            |        |               | Russia          | Russia          | 1               |  |
|  |              |              |            |        |               | Russia          | Russia          | 1               |  |
|  |              |              |            |        |               | Italia          | Italia          | 2               |  |

### Semifinali
| Arbitri: | Héctor Rojas António Cardoso Scott Kidson |
| Crono:   | Tawfik Al Dawi                            |

|                        |           |                                                  |
| Pula 17’ Chamadiev 25’ | Marcatori | 3’ Schumacher 7’ Falcão 18’ Vinícius 37’ Gabriel |

| Arbitri: | Antonio Álvarez Elix Peralta Nurdin Bukuev |
| Crono:   | Asselam Khan                               |

|                                           |           |                      |
| Daniel 5’ Fernandão 45’ Foglia 50’ (aut.) | Marcatori | 27’ Foglia 49’ Grana |

### Finale 3º posto
| Arbitri: | Scott Kidson Héctor Rojas António Cardoso |
| Crono:   | Tawfik Al Dawi                            |

|              |           |                    |
| Duškevič 25’ | Marcatori | 6’ Foglia 40’ Saad |

### Finale
| Arbitri: | Fabián López Károly Török Asselam Khan |
| Crono:   | Elix Peralta                           |

|                                  |                      |                                    |
| Marquinho 25’ Vinícius 37’       | Marcatori            | 28’ Torrás 39’ Aparicio            |
| Marquinho Wilde Ciço Lenísio Ari | Tiri di rigore 4 – 3 | Kike Ortiz Torrás Aparicio Marcelo |

## Classifica marcatori
16 reti
- Pula ()

15 reti
- Falcão

11 reti
- Lenísio

10 reti
- Schumacher
- Damir Chamadiev

9 reti
- Vladislav Šajachmetov

8 reti
- Fabio Alcaraz

- René Villalba

- Cirilo ()

7 reti
- Fernando Grana ()

- Dmitrij Prudnikov

- Fernandão ()

6 reti
- Betão

5 reti
- Vinícius
- Wilde
- Eduardo Morales

- Vahid Shamsaee
- Mohammad Taheri

- Konstantin Maevskij
- Valerij Zamjatin

4 reti
- Marcelo Giménez
- Yosniel Mesa
- Nobuya Osodo
- Mohammad Hashemzadeh
- Ali Hassanzadeh

- Patrick Nora ()
- José Rotella
- Arnaldo Pereira
- Álvaro Aparicio

- Daniel ()
- Javier Rodríguez
- Jordi Torrás
- Serhij Čepornjuk

3 reti
- Diego Giustozzi
- Matías Lucuix
- Marquinho
- Ari Santos
- Ahmed El Agouz

- Erick Acevedo
- Carlos Estrada
- Saad Assis ()
- Adriano Foglia ()

- Yuki Kanayama
- Fernando Leitão ()
- Il'dar Makajev
- Mychajlo Romanov

2 reti
- Martín Amas
- Sebastián Corazza
- Ciço
- Gabriel Dias
- Martin Dlouhý
- Tomáš Sluka
- Hu Jie
- Carlos Madrigal

- Yulier Olivera
- Mizo
- Kotaro Inaba
- José González
- Daniel Tejada
- Masoud Daneshvar
- Mostafa Tayyebi
- Edgar Bertoni ()

- Márcio Forte ()
- Sandro Zanetti ()
- Rabie El-Hoti
- Mohammed Rahoma
- Rodolfo Román
- Fernando Cardinal
- Konstantin Agapov
- Konstantin Duškevič

- Elliot Ragomo
- Marcelo ()
- Ekkapong Suratsawang
- Panuwat Janta
- Dmytro Ivanov
- Valerij Lehčanov
- Jevhen Rohačov

1 rete
- Hernán Garcias
- Esteban González
- Leandro Planas
- Fernando Wilhelm
- Carlinhos
- David Filinger
- Jan Janovský
- Marek Kopecký
- Michal Mareš
- Roman Mareš
- Zdeněk Sláma
- Liu Xinyi
- Zheng Tao
- Zhang Xi
- Jhonnet Martínez
- Yampier Rodríguez
- Boris Sanamé

- Abou El Komsan
- Sameh Saleh
- Ramadan Samasry
- Ahmed Abou Serie
- Manuel Aristondo
- Luis Castro
- Estuardo de León
- Marlon Noj
- Ebrahim Masoudi
- Fabiano Assad ()
- Kenta Fujii
- Yusuke Inada
- Kenichiro Kogure
- Yusuke Komiyama
- Fathi Al-Khoga
- Yousef Mohammed
- Mohammed Shahout

- Carlos Chilavert
- Robson Fernández
- Óscar Jara
- José Luis Santander
- Walter Villalba
- Israel Alves
- Gonçalo Alves
- Bibi
- Pedro Costa
- Jardel
- Ricardinho
- Marat Azizov
- Nikolaj Pereverzev
- Ron Ginio
- Micah Lea'alafa
- Jack Wetney
- Luis Amado

- Borja Blanco
- Carlos Ortiz
- Mike Apple
- Denison Cabral ()
- Patrick Morris
- Sandre Naumoski ()
- Andrew Rosenband
- Prasert Innui
- Lertchai Issarasuwipakorn
- Sermphan Khumthinkaew
- Oleksandr Chursov
- Sebastián Castro
- Juan Custódio
- Diego Garrido
- Fabián Hernández
- Daniel Laurino
- Jorge Rodríguez

## Premi
- Scarpa d'oro:  Pula
  - Scarpa d'argento:  Falcão
  - Scarpa di bronzo:  Lenísio
- Pallone d'oro:  Falcão
- Guanto d'oro:  Tiago
- Premio FIFA Fair Play:  Spagna

- Formazione ideale:

| Portiere | Difensori             | Attaccanti            |
| -------- | --------------------- | --------------------- |
| Tiago    | Kike Boned Schumacher | Vahid Shamsaee Falcão |

## Classifica finale
| N       | Squadre        | Pt | G | V | N | P | GF | GS | DR  |
| ------- | -------------- | -- | - | - | - | - | -- | -- | --- |
| Oro     | Brasile        | 25 | 9 | 8 | 1 | 0 | 64 | 8  | +56 |
| Argento | Spagna         | 23 | 9 | 7 | 2 | 0 | 29 | 11 | +18 |
| Bronzo  | Italia         | 16 | 9 | 5 | 1 | 3 | 25 | 18 | +7  |
| 4       | Russia         | 13 | 9 | 4 | 1 | 4 | 62 | 31 | +31 |
| 5       | Iran           | 14 | 7 | 4 | 2 | 1 | 24 | 19 | +5  |
| 6       | Argentina      | 12 | 7 | 3 | 3 | 1 | 19 | 12 | +7  |
| 7       | Paraguay       | 10 | 7 | 3 | 1 | 3 | 27 | 17 | +10 |
| 8       | Ucraina        | 10 | 7 | 3 | 1 | 3 | 24 | 21 | +3  |
| 9       | Portogallo     | 9  | 4 | 3 | 0 | 1 | 15 | 8  | +7  |
| 10      | Guatemala      | 6  | 4 | 2 | 0 | 2 | 14 | 9  | +5  |
| 11      | Rep. Ceca      | 6  | 4 | 2 | 0 | 2 | 11 | 18 | −7  |
| 12      | Giappone       | 6  | 4 | 2 | 0 | 2 | 13 | 24 | −11 |
| 13      | Egitto         | 3  | 4 | 1 | 0 | 3 | 9  | 12 | −3  |
| 14      | Thailandia     | 3  | 4 | 1 | 0 | 3 | 7  | 15 | −8  |
| 15      | Cuba           | 3  | 4 | 1 | 0 | 3 | 16 | 25 | −9  |
| 16      | Libia          | 1  | 4 | 0 | 1 | 3 | 7  | 14 | −7  |
| 17      | Uruguay        | 1  | 4 | 0 | 1 | 3 | 6  | 14 | −8  |
| 18      | Stati Uniti    | 0  | 4 | 0 | 0 | 4 | 5  | 24 | −19 |
| 19      | Cina           | 0  | 4 | 0 | 0 | 4 | 5  | 25 | −20 |
| 20      | Isole Salomone | 0  | 4 | 0 | 0 | 4 | 6  | 69 | −63 |